# Americana (Ray Davies)
Americana è un album in studio da solista del cantautore inglese Ray Davies, pubblicato nel 2017.

## Tracce
1. Americana – 4:02
2. The Deal – 5:03
3. Poetry – 5:05
4. Message From the Road – 2:57
5. A Place in Your Heart – 5:03
6. The Mystery Room – 3:51
7. Silent Movie – 1:11
8. Rock 'N' Roll Cowboys – 4:21
9. Change for Change – 3:23
10. The Man Upstairs – 1:37
11. I've Heard That Beat Before – 4:03
12. A Long Drive Home to Tarzana – 4:59
13. The Great Highway – 4:43
14. The Invaders – 3:47
15. Wings of Fantasy – 4:19